# Численный прогноз погоды
Численный прогноз погоды использует компьютерную математическую модель атмосферы для составления прогноза погоды. Хотя первые попытки использовать математические модели для прогнозирования погоды были сделаны в 20-х годах XX века, только с изобретением компьютера и компьютерного моделирования стало возможным осуществлять его в режиме реального времени. Данный процесс связан с обработкой огромного набора данных и выполнением сложных вычислений и может быть полноценно осуществлен только на мощных суперкомпьютерах.

## История
В 1904 году Вильгельм Бьеркнес опубликовал работу, в которой прогноз погоды рассматривался как решение системы уравнений гидромеханики сжимаемой жидкости (уравнений Эйлера).
В 1922 году британский математик Льюис Фрай Ричардсон впервые предложил использование численных методов для прогнозирования погоды. Он также попробовал осуществить прогноз погоды используя эти методы, но потерпел неудачу.
В 1940 году И. А. Кибель впервые в мире нашёл эффективный практический способ решения системы уравнений Эйлера, которую он называл системой уравнений погоды.
В 1960-х годах Манабэ  занимается исследованиями атмосферной динамики, вслед за чем создаёт первую модель глобального климата. Последнему предшествовала его в сотрудничестве с Joseph Smagorinsky и коллегами по Национальной метеорологической службе разработка первых моделей общей циркуляции.
1967 Эдвард Лоренц
Первый успешный прогноз погоды в США был произведен в 1950 году командой американских метеорологов — Жюлем Чарни, Филипом Томсоном, Ларри Гейтсом, норвежцем Рагнаром Фьюртофтом и математиком Джоном фон Нейманом с использованием супер-ЭВМ ENIAC. Они использовали упрощенные модели атмосферных потоков на основе баротропного уравнения вихря скорости. Это упрощение понизило вычислительную сложность задачи и позволило произвести расчеты с использованием доступных в то время вычислительных мощностей.
Осуществление численного прогнозирования погоды в постоянном режиме началось в США в 1955 как совместный проект ВВС, ВМФ и Бюро погоды.

## Численная модель
Численная модель прогнозирования погоды — это компьютерная программа, построенная на основе системы уравнений гидромеханики (уравнения Эйлера) и составляющая на основе текущих данных метеорологический прогноз. Эта модель может быть глобальной, покрывающей всю Землю, или локальной, покрывающей отдельный участок планеты.
В основе моделей лежат математические уравнения, описывающие аэро- и термодинамические процессы в атмосфере и связывающие такие параметры как плотность, скорость, давление и температуру. Эти уравнения являются нелинейными и не имеют точного решения, поэтому для их решения используются численные методы. Исходные уравнения дискретизируются во времени и пространстве и превращаются в систему линейных уравнений, связывающую наборы физических параметров в выбранных точках (узлах вычислительной сетки). Чем больше используется точек для расчета, тем выше точность модели, но и тем выше требования к вычислительным мощностям ЭВМ.
В качестве исходных данных для моделей используются данные метеозондов, метеоспутников и наземных метеостанций.